# Norwegian International 1975
Die Norwegian International 1975 im Badminton fanden vom 8. bis zum 9. November 1975 in Sandefjord statt.

## Sieger und Platzierte
| Disziplin    | Gold                       | Silber                             | Bronze                           |
| ------------ | -------------------------- | ---------------------------------- | -------------------------------- |
| Herreneinzel | Flemming Delfs             | Sture Johnsson                     | Petter Thoresen                  |
| Herreneinzel | Flemming Delfs             | Sture Johnsson                     | Niels Bruun                      |
| Dameneinzel  | Lene Køppen                | Joke van Beusekom                  | Inge Borgstrøm                   |
| Dameneinzel  | Lene Køppen                | Joke van Beusekom                  | Kari Histøl                      |
| Herrendoppel | Elo Hansen Flemming Delfs  | Thomas Kihlström Bengt Fröman      | Sture Johnsson Lars Wengberg     |
| Herrendoppel | Elo Hansen Flemming Delfs  | Thomas Kihlström Bengt Fröman      | Niels Nørgaard Poul Petersen     |
| Damendoppel  | Lene Køppen Inge Borgstrøm | Joke van Beusekom Anette Börjesson | Agneta Lundh Britt-Marie Larsson |
| Damendoppel  | Lene Køppen Inge Borgstrøm | Joke van Beusekom Anette Börjesson | Else Thoresen Anne Svarstad      |
| Mixed        | Elo Hansen Inge Borgstrøm  | Niels Bruun Joke van Beusekom      | Bengt Fröman Anette Börjesson    |
| Mixed        | Elo Hansen Inge Borgstrøm  | Niels Bruun Joke van Beusekom      | Jan Larsson Agneta Lundh         |

## Finalresultate
| Disziplin    | Sieger                     | Finalist                           | Ergebnis          |
| ------------ | -------------------------- | ---------------------------------- | ----------------- |
| Herreneinzel | Flemming Delfs             | Sture Johnsson                     | 15–1, 15–5        |
| Dameneinzel  | Lene Køppen                | Joke van Beusekom                  | 8–11, 11–3, 11–3  |
| Herrendoppel | Elo Hansen Flemming Delfs  | Thomas Kihlström Bengt Fröman      | 5–15, 15–5, 18–17 |
| Damendoppel  | Lene Køppen Inge Borgstrøm | Joke van Beusekom Anette Börjesson | 15–3, 15–7        |
| Mixed        | Elo Hansen Inge Borgstrøm  | Niels Bruun Joke van Beusekom      | 15–4, 15–14       |